# Здание Приморского отделения Российского государственного банка
Здание Приморского отделения Российского государственного банка — банковское здание во Владивостоке. Построено в 1907 году. Автор проекта — архитектор В.А Плансон. Историческое здание по адресу Светланская улица, 71 сегодня является объектом культурного наследия Российской Федерации.

## История
Здание построено в 1907 году, автор проекта — архитектор В.А. Плансон. В ноябре 1917 года в нём располагался первый советский банк Приморья. Во время контрреволюционного переворота в 1921 году здесь, защищая валютный фонд, проявили мужество и героизм бойцы Народный охраны. В 1922 году здание было передано Приморской краевой конторе Госбанка СССР. 
Сегодня в здании расположено Дальневосточное главное управление Центрального банка Российской Федерации.

## Архитектура
В архитектуре здания использованы характерные для банковских зданий конца XIX — начала XX веков мотивы ренессанса и позднего классицизма, выражавшие идею устойчивости, надёжности, монументальности. Композиционное решение фасадов здания выполнено приёмами построения ренессансного палаццо: первому этажу была придана массивность посредством обработки его поверхности под фактуру грубообработанного камня с глубоким рустом, устройством узких окон, второй этаж, отделённый от первого широким двойным поясом, зрительно облегчён большими полуциркулярными окнами с сандриками и архивольтами, рустованными лопатками, узкими горизонтальными тягами. Основной объём здания фланкирован мощными ризалитами, увенчанными уплощёнными четырёхгранными куполами.           